# Антарктически птици
Антарктически птици са всички видове птици, които живеят в Антарктика и Субантарктика. Срещат се около 64 вида от осем разреда – Пингвиноподобни, Буревестникоподобни, Пеликаноподобни, Щъркелоподобни, Гъскоподобни, Жеравоподобни, Дъждосвирцоподобни и Врабчоподобни.

## Общи сведения
Почти без изключение прекарват по-голямата част от годината в морето. Някои от тях, като буревестниците, вълнолюбките и морелетниците са отлични летци и изминават огромни разстояния. Други са много добре приспособени към водата, като пингвините. Типичните гнездещи птици обитаващи Антарктика се срещат по континенталното крайбрежие, морската част и островите на Антарктика и в зоната на антарктическа конвергенция между Антарктика и Субантарктика. Някои буревестници и вълноюбки през зимата достигат северни ширини извън Антарктика, дори и до Северното полукълбо.
По отношение на храната повечето антарктически птици са зависими от морето. Някои от тях (гигантски буревестник, морелентици, доминиканска чайка, дъждосвирци), през лятото се хранят на сушата с мъртви животни, яйца и малки на други птици, крадат храната на други видове.
В гнездовия период през лятото стават огромни струпвания на птици, тъй като подходящите незаледени места са ограничени. Поради тази причина гнездовите участъци са най-важният ограничаващ фактор за антарктическите птици, тъй като на сушата те практически нямат естествени врагове.
Според особеностите на пребиваване се разделят на гнездещи (постоянни) видове (36), гнездещо-прелетни видове (1), прелетни (мигриращи) видове (25) и случайни посетители (2).

## Пингвиноподобни
В Антарктика живеят седем вида пингвини.
- Aptenodytes forsteri – Императорски пингвин

Ендемичен вид за Антарктика.
- Aptenodytes patagonicus – Кралски пингвин
- Pygoscelis adeliae – Пингвин на Адели
- Pygoscelis antarctica – Антарктически пингвин
- Pygoscelis papua – Пингвин папуа
- Eudyptes chrysolophus – Златовежд пингвин
  - Eudyptes (chrysolophus) schlegeli – Пингвин на Шегел (подвид)
- Eudyptes chrysocome – Скален пингвин

## Буревестникоподобни

### Албатроси
- Diomedea exulans – Странстващ албатрос
- Thalassarche melanophris – Черно-кафяв албатрос (молимаук)
- Thalassarche chrysostoma – Сивоглав албатрос
- Phoebetria palpebrata – Пепеляв албатрос
- Phoebetria fusca – Тъмен албатрос

### Буревестници
- Macronectes halli – Гигантски северен буревестник (Буревестник на Хал)
- Macronectes giganteus – Южен гигантски буревестник
- Fulmarus glacialoides – Сребрист буревестник
- Thalassoica antarctica – Антарктически буревестник
- Daption capense – Капски (буревестник) гълъб
- Pagodroma nivea – Снежен буревестник
- Pachyptila desolata – Гълъбова вълнолюбка
- Pachyptila belcheri – Тънкоклюна сива вълнолюбка
- Pachyptila crassirostris – Дебелоклюна сива вълнолюбка
- Halobaena caerulea – Син буревестник
- Procellaria aequinoctialis – Белобрад буревестник
- Pterodroma macroptera
- Pterodroma lessonii – Белокрак буревестник
- Pachyptila vittata
- Pachyptila salvini
- Pachyptila turtur
- Procellaria cinerea – Сив буревестник
- Aphrodroma brevirostris
- Puffinus griseus

### Вълнолюбки
- Oceanites oceanicus – Пъстрокрака вълнолюбка
- Fregetta tropica – Чернокоремест корсар (фрегата)
- Garrodia nereis – Сивогърба вълнолюбка

### Гмуркащи се буревестници
- Pelecanoides georgicus – Ширококлюн гмуркащ се буревестник
- Pelecanoides urinatrix – Обикновен гмуркащ се буревестник

## Пеликаноподобни

### Корморани
- Phalacrocorax atriceps – Синеок (антарктически) корморан
- Phalacrocorax bransfieldensis – Антарктически корморан
- Phalacrocorax melanogenis
- Phalacrocorax albiventer – Кралски корморан[1]

Гнезди в Субантарктическата зона, провинция Кергелен, на островите Принц Едуард и Марион, Крозе, Кергелен и о. Макуори.

## Щъркелоподобни

### Чапли
- Bubulcus ibis – Биволска чапла[2]

## Гъскоподобни

### Патици
Гнездещи в преходната подзона, на о. Южна Джорджия:
- Anas georgica – Южна шилоопашата патица
- Anas flavirostris – Южноамериканска зеленоглава патица

Гнездещи в Субантарктическата зона:
- Anas sperciliosa – Беловежда патица – о. Макуори
- Anas eatoni – Кергеленска патица – островите Крозе и Кергелен

## Жеравоподобни
- Gallirallus australis – Уека[5]

Гнезди на о. Макуори.

## Дъждосвирцоподобни

### Бели дъждосвирци
- Chionis alba – Обикновен бял дъждосвирец
- Chionis minor – Чернолицев дъждосвирец[6]

Гнезди на островите Принц Едуард и Марион, Крозе, Кергелен и Хърт.

### Морелетници
- Stercorarius skua – Гигантски морелетник (скуа)
- Stercorarius maccormiki – Антарктически морелетник
- Stercorarius antarctica – Кафяв морелетник

В антарктическата област, като случайни посетители попадат още 2 северни вида морелетници:
- Stercorarius pomarinus – Голям морелетник
- Stercorarius parasiticus – Среден морелетник

### Чайки и рибарки
- Larus dominicanus – Доминиканска чайка
- Sterna vittata – Вилоопашата (антарктическа) рибарка
- Sterna virgata – Кергеленска рибарка
- Sterna paradisaea – Полярна рибарка

## Врабчоподобни
- Anthis antarcticus – Антарктическа бъбрица
- Sturnus vulgaris – Обикновен скорец
- Acanthis flammea – Брезова скатия